# フランソワ・ギゲ
フランソワ・ギゲ（François Joseph Guiguet,1860年1月8日 - 1937年9月3日）はフランスの画家である。

## 略歴
イゼール県のコルベラン（Corbelin）に生まれた。木工職人の12人兄弟の5番目に生まれた。はじめ父親の仕事を継ぐつもりで、絵を書くのは趣味であった。16歳の時、家族のかかりつけの医師がギゲの絵に感心し、近くのモレステルに住む画家のラヴィエ（François-Auguste Ravier）に見てもらうように助言し、ラヴィエもその才能を認めた。3年間、ラヴィエに学んで、リヨン国立高等美術学校に入学した。デュマ（Michel Dumas:1812-1885）に学んだ後、エドゥアール・エイナール(Edouard Aynard)らの後援者を得て、パリの国立高等美術学校（エコール・デ・ボザール）に進みアレクサンドル・カバネルの工房で学んだ。パリではピエール・ピュヴィス・ド・シャヴァンヌや写真家のフェリックス・ティオリエ（Félix Thiollier）からも指導を受け、彼らの影響を受けた。
1885年の展覧会、サロン・ド・パリにデビューした。
女性や子供を描く人物画を得意とした。イギリス、アメリカ、ドイツなど各地で展覧会を開いた。1910年にレジオンドヌール勲章を受勲した
。
1914年から故郷のコルベランに住み、そこで没した。 
1989年に、甥のルイ・ギゲから寄付された油絵、水彩画、素描をもとにフランソワ・ギゲ地域美術館（François Guiguet Municipal Museum）が開かれたが、2011年に閉館した。

## 作品

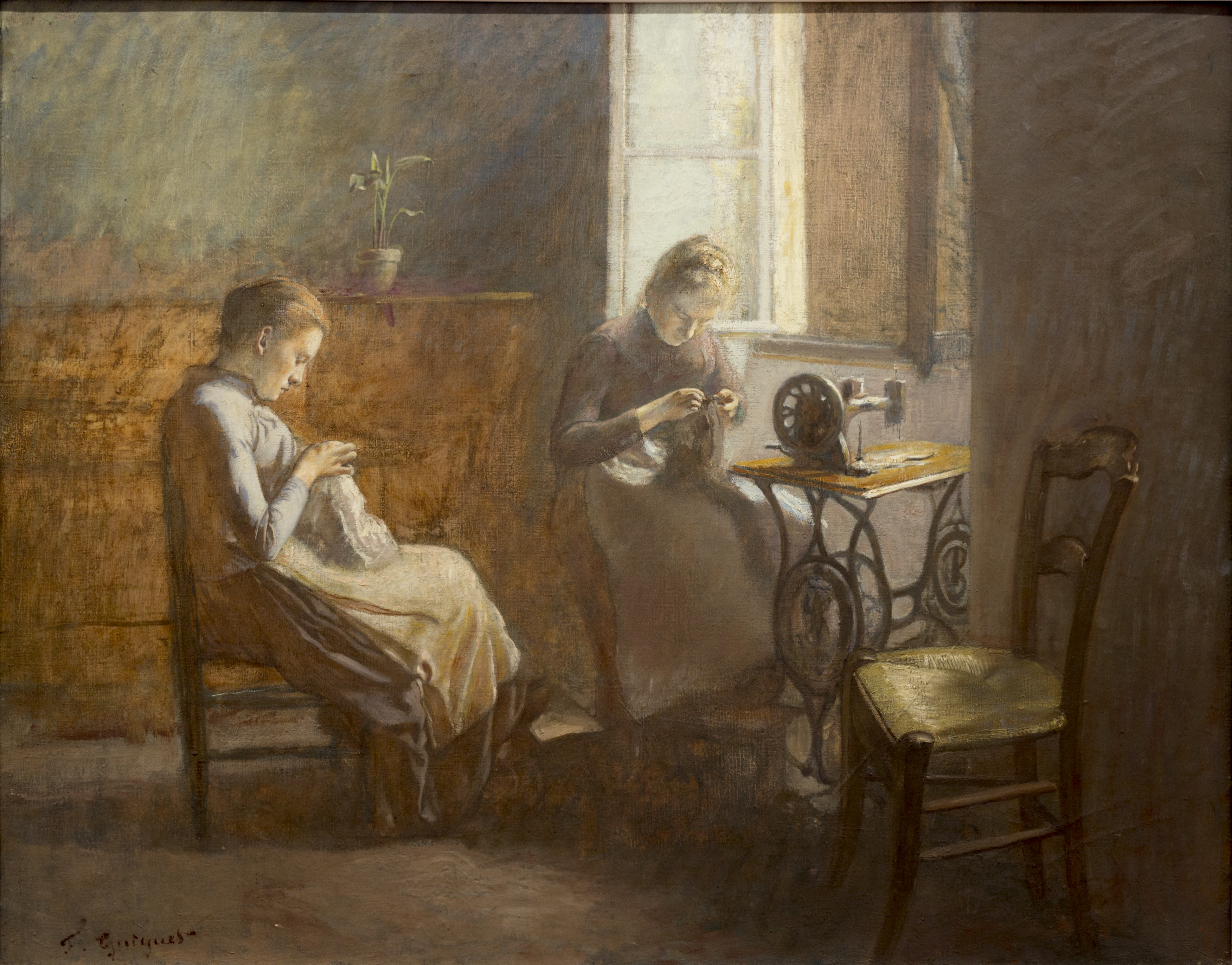
「働く人」(1892)
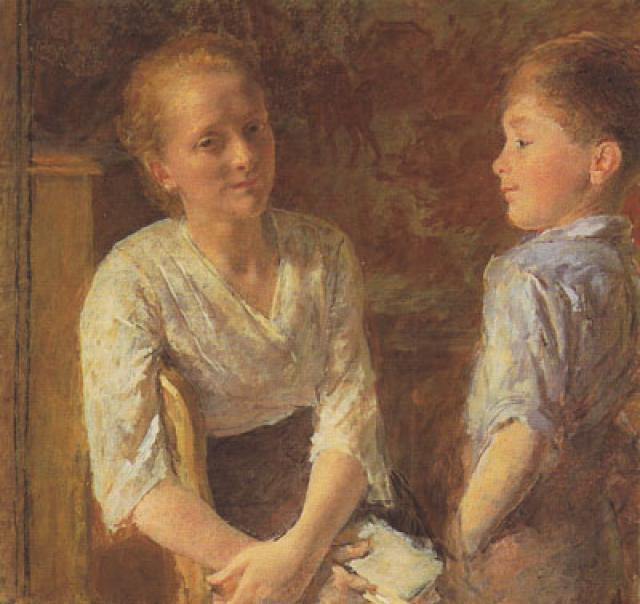
「マリー（画家の姪）と友人」
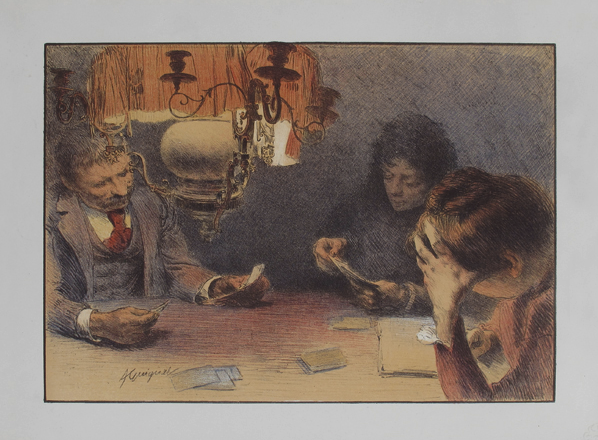
「ランプ」(1897)

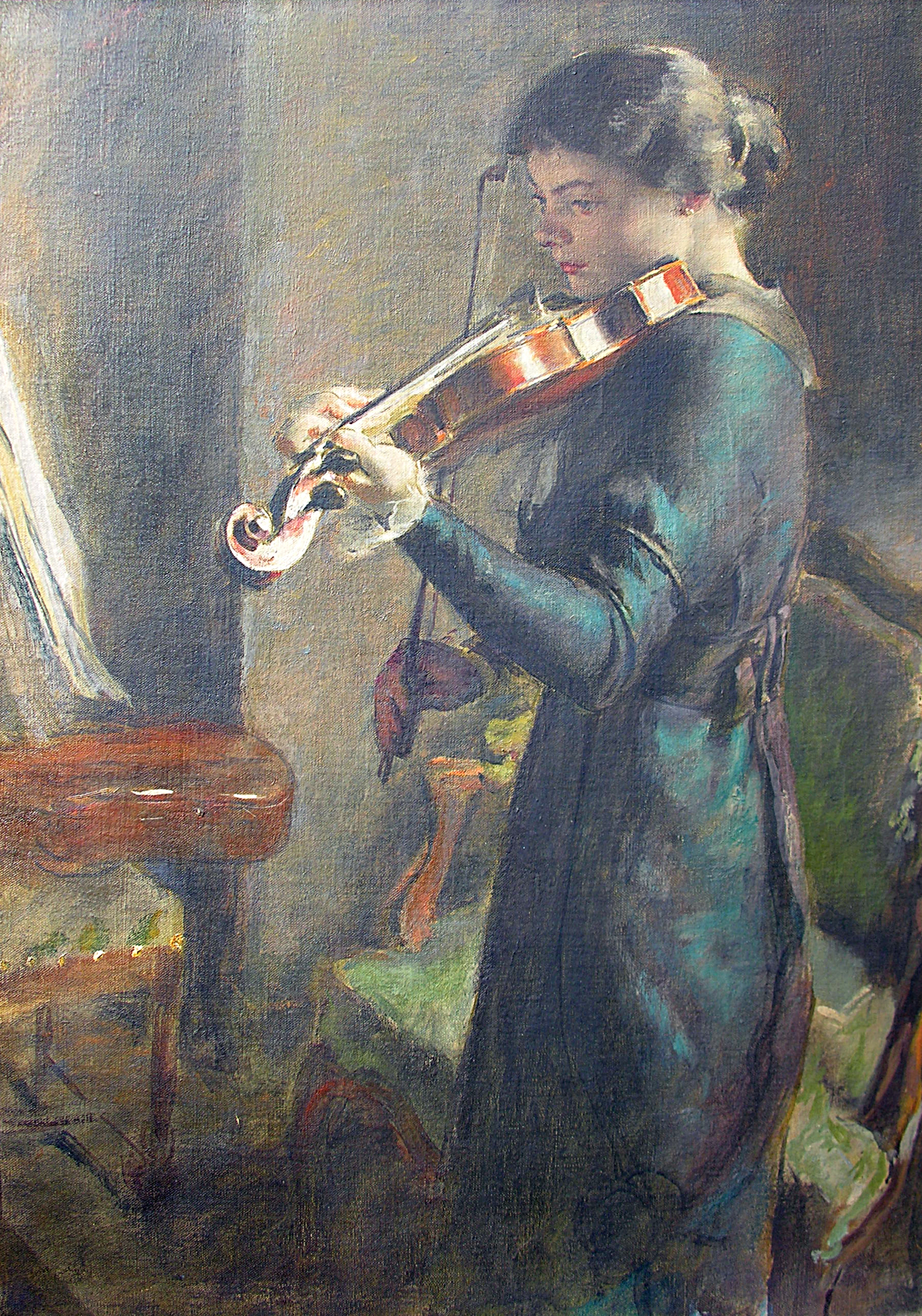
「ヴァイオリンを弾く娘」(1914)
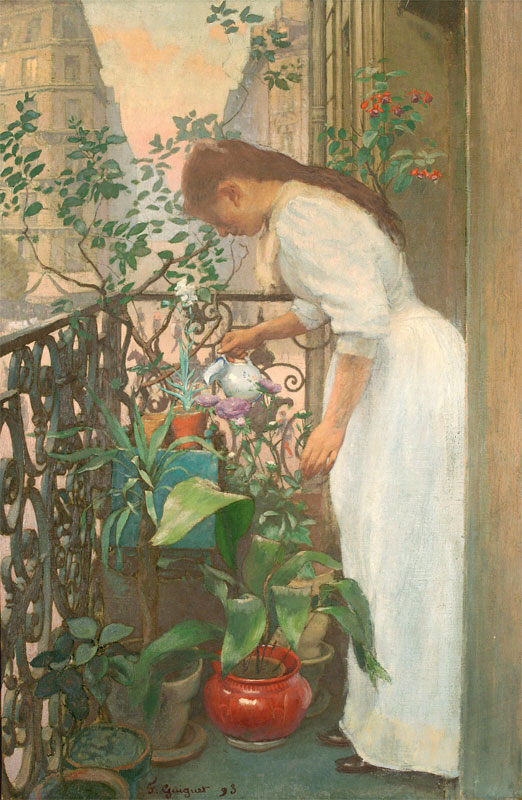
「バルコニー」(1893)
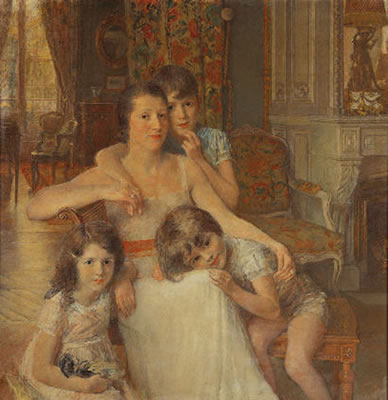
婦人と子供たち
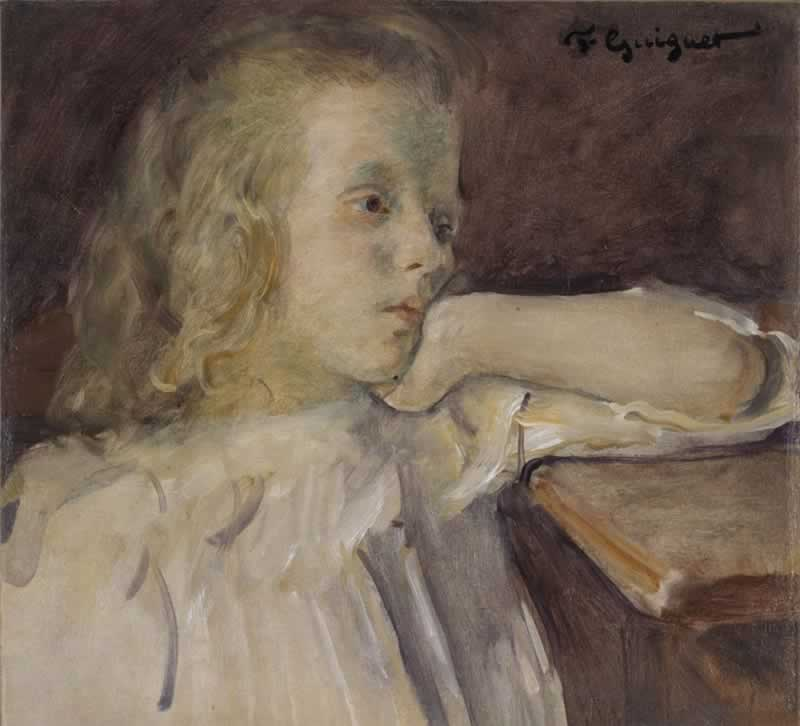